# Carolus Caroli Hising
Carolus Caroli Hising, född 1603 i Arboga stadsförsamling, död 15 september 1669 i Fellingsbro församling, var en svensk präst och riksdagsman.

## Biografi
Carolus Caroli Hising var son till släkten Hisings stamfader, kyrkoherden Carolus Olai Hising och borgardottern Cecilia Mattsdotter Hintze från Västerås. Hans svåger var Johannes Rudbeckius. När svågern grundat stiftets gymnasium blev Hising elev där ett kort tag, innan han fortsatte utbildningen vid Uppsala universitet 1624 och därefter vid tyska universitet. 1629 blev han kollega vid skolan i Västerås, prästvigdes året därefter, och fick 1633 kallelse till sin födelseförsamling som faderns hjälppräst. Vid faderns frånfälle blev han 1644 kyrkoherde i samma socken, och 1645 prost över Arboga kontrakt.
Hising var fullmäktig för stiftet riksdagen 1645.

### Familj
Hising gifte sig 2 juni 1633 med Catharina Malmenius, dotter till kyrkoherden Samuel Matthiæ Malmenius i Stora Tuna församling. De fick tillsammans barnen studenten Carl Hising, borgaren Gustaf Hising i Arboga, kyrkoherden Pehr Hising i Heds församling, drabanten Harald Hising, studenten Johan Hising, Sara Hising som var gift med kyrkoherden Johannes Jonæ Arhusius i Falu Kristine församling, Catharina Hising som var gift med komministern Lars Canuti i Fellingsbro församling och Christina Hising som var gift med J. Bollman, Gewald och J. Fougberg.